# Province de Río Negro
Pour les articles homonymes, voir Río Negro.
La province de Río Negro est une province de l'Argentine. Elle est située au sud du pays, en Patagonie. Elle est bordée au nord par la province de La Pampa, à l'est par celle de Buenos Aires, au sud par le Chubut et à l'ouest par le Neuquén et, séparée par la cordillère des Andes, par la République du Chili.

## Histoire
Avant l'arrivée des Espagnols, le territoire était habité par différentes ethnies : Puelches, Picunches, Vuriloches, entre autres, lesquelles furent progressivement englobées dans le complexe des Tehuelches. En effet, la montée en puissance et l'avancée en Argentine des Mapuches depuis le Chili provoquèrent le regroupement de plusieurs ethnies en Patagonie argentine.
Magellan fut le premier Européen à parcourir ses rivages en 1520.
En 1670, le padre Nicolás Mascardi y établit une mission, ce qui fut suivi par des établissements religieux ultérieurs.
Après la révolution de Mai en 1815, les Argentins firent des expéditions pour reculer les frontières du pays jusqu'aux ríos Diamante, Colorado et Negro. Au début du XIXe siècle, les tehuelches septentrionaux avaient résisté à l'avance du colonisateur européen et, depuis le début du XVIIe siècle ils subissaient un processus de mapuchisation,. En 1832 Juan Manuel de Rosas fut élu gouverneur de la province de Buenos Aires. En 1932-33, il décida d'organiser et de diriger l' expédition du désert : une campagne contre les indigènes des pampas argentines et du nord de la Patagonie, dans le but d'assurer de nouvelles terres pour l'exploitation du bétail et de soumettre les aborigènes. Il en sortit victorieux, mais sa victoire fut sans lendemain, car après son départ, les aborigènes insoumis reprirent le contrôle total de leurs terres ancestrales.
La vraie prise en possession de ces lieux ne se fit que durant la Conquête du Désert, dirigée par le général futur président Julio Argentino Roca à la fin du XIXe siècle. En 1879, avec 6 000 soldats dotés de nouveaux fusils, l'offensive de Roca commença, atteignant Choele Choel en deux mois. La localité fut livrée pacifiquement par les indigènes locaux. Partis de différents points, les compagnies du sud firent leur route jusqu'au Río Negro et au Neuquén, affluent nord du Río Negro. Ensemble les deux cours d'eau faisaient une frontière naturelle depuis les Andes jusqu'à l'Atlantique. Un grand nombre d'établissements civils furent dès lors créés dans le bassin de ces deux cours d'eau, ainsi que dans celui du Río Colorado. La dernière bataille fut livrée le 18 octobre 1884. Il s'agissait du dernier groupe d'aborigènes qui comprenait plus de 3 000 membres, sous le commandement des caciques Inacayal et Foyel. Ils se rendirent deux mois plus tard.
Georges Claraz, naturaliste et explorateur suisse, découvre en 1865 le territoire du Río Negro.
Le territoire du Río Negro fut déclaré province le 10 décembre 1957.

## Géographie

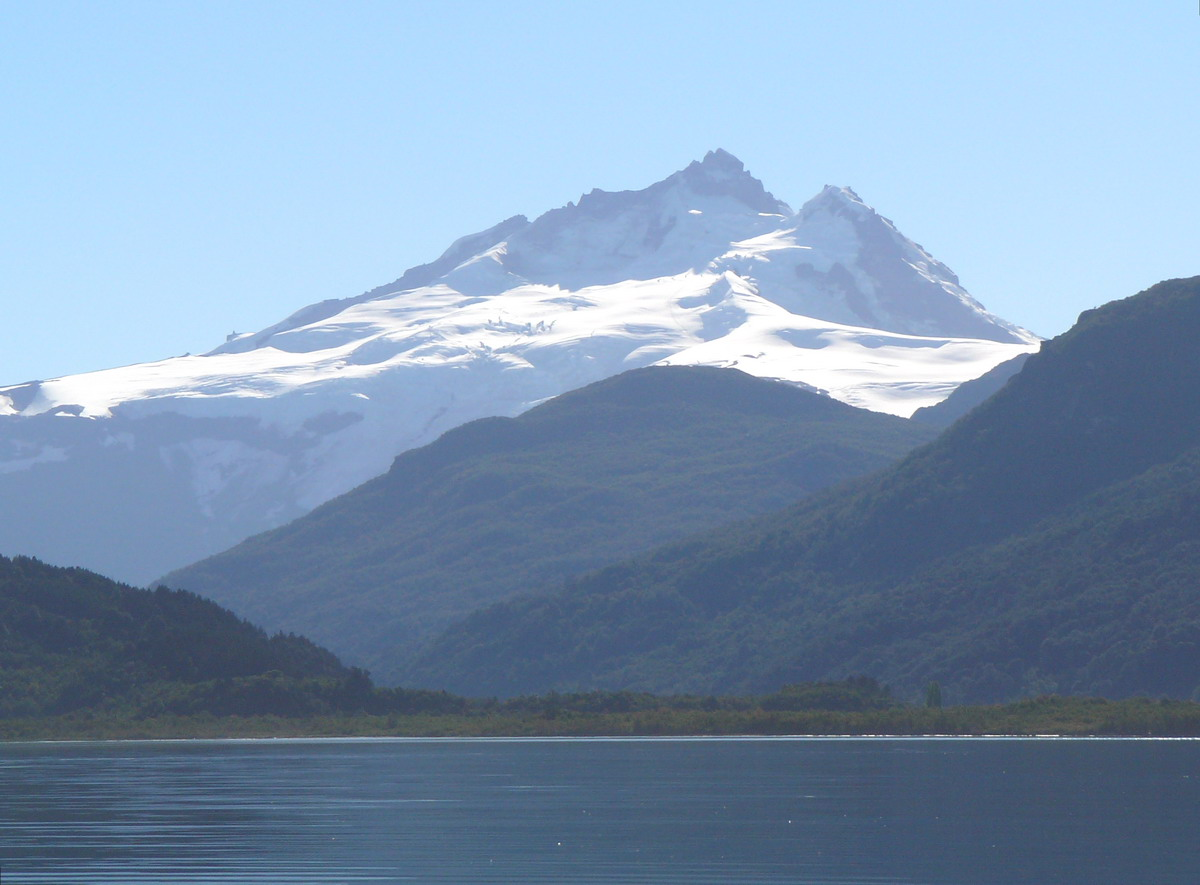
Le Cerro Tronador (3.554 m) depuis le lac Mascardi.

La province est située au centre-sud de l'Argentine, entre l'océan Atlantique et la Cordillère des Andes. Elle est bordée au nord par les provinces de Neuquén et de La Pampa, au nord-est par la province de Buenos Aires, à l'est par l'océan Atlantique (mer Argentine), au sud par la province de Chubut, et à l'ouest par le Chili.
Le paysage comme le climat se divise en deux secteurs distincts :
À l'ouest, la région andine s'étend sur une petite partie du territoire (environ 6 000 km2) et se caractérise par la présence de la cordillère des Andes. Dans l'ensemble de la région de Patagonie, la cordillère présente une moindre altitude que plus au nord, mais a des sommets enneigés toute l'année. Parmi ceux-ci, il faut souligner le Tronador avec ses 3 554 m d'altitude, point culminant de la province. Au pied des Andes se trouvent de grands lacs d'origine glaciaire comme le lac Nahuel Huapi, le lac Mascardi, le lac Steffen, le lac Gutiérrez et bien d'autres. Là se trouve le célèbre parc national Nahuel Huapi. Il faut ajouter que comme ailleurs tout au long de la frontière argentino-chilienne, la région andine de la province de Río Negro présente des volcans, inactifs actuellement, comme le Tronador.
Au centre et à l'est, c'est-à-dire sur la plus grande partie de la province, s'étend la région extra-andine, vaste plateau ou meseta tabulaire, avec des altitudes en principe de plus en plus basses à mesure que l'on se rapproche de l'Atlantique. Sur ce plateau cependant, il y a des dépressions mais aussi des zones très surélevées comme la meseta de Somuncurá, haute de quelque 1 900 m. Il s'agit d'un plateau basaltique au climat rigoureux.

## Villes principales
Entre parenthèses, la population au recensement de 2010 :
- Viedma (capitale) (52 789). La ville fait une conurbation de 73 322 habitants avec Carmen de Patagones située sur l'autre rive du fleuve Negro en province de Buenos Aires.
- San Carlos de Bariloche (108 205), grand centre touristique, aujourd'hui mondialement connu.
- General Roca (81 534) La ville se trouve au centre de la Haute vallée du Río Negro, véritable oasis agroindustriel de plus de 100 000 ha de terres irriguées.
- Cipolletti (77 713) La ville se trouve peu en amont de la ville de General Roca. De l'aure côté du Río Neuquén, se trouve la ville de Neuquén, capitale de la province de Neuquén, à laquelle elle est reliée par un pont rail/route.
- Villa Regina (30 028)
- Allen (27 443)
- Cinco Saltos (22 790)
- El Bolsón (19 009)
- Catriel (17 584)
- San Antonio Oeste (16 265)
- Río Colorado (13 828)
- Choele Choel (10 642)
- General Fernández Oro (8 629)
- Lamarque (7 686). Dans cette petite cité a lieu chaque année la Fiesta Nacional del Tomate ou Fête nationale de la Tomate.

Carte de la nouvelle aire fédérale projetée en 1987. Elle se trouve à cheval sur deux provinces, c'est-à-dire des deux côtés du fleuve Río Negro.

- Sierra Grande (7 404)
- Valcheta (7 101)
- Ingeniero Jacobacci (6 261)
- Ingeniero Huergo (es) (6 227)
- Luis Beltrán (5 603)
- General Conesa (5 484)
- Los Menucos (5 187)
- Chimpay (4 025)
- Maquinchao (2 494).

### Le projet Patagonia
Il s'agit d'un projet élaboré en 1986 sur demande du président argentin de l'époque, Raúl Alfonsín, dans le but de transférer la capitale du pays vers un nouveau district fédéral appelé District Fédéral de Viedma - Carmen de Patagones, comprenant plusieurs localités et villes de Patagonie argentine, parmi lesquelles se trouveraient Viedma, capitale de la province de Río Negro, et Carmen de Patagones, située sur l'autre rive du Río Negro, sur le territoire de la province de Buenos Aires.
Il faut savoir que le Grand Buenos Aires concentre, sur un petit territoire d'à peine 1% du total du pays, pas moins de 33,2% de la population, plus de 40% du PIB et 66% des services de toute l'Argentine. Le but et l'esprit de ce projet était de modifier cette situation en modifiant le siège du pouvoir politique et de le transférer à Viedma.

## Voies d'accès

### Voies routières
La province est traversée dans sa partie orientale, du nord au sud, par la route nationale 3 qui relie Buenos Aires à l'ensemble de la côte est de la Patagonie, via les villes de Bahia Blanca et de Viedma. Cette route permet un accès facile à toutes les stations balnéaires maritimes et plages de la province.

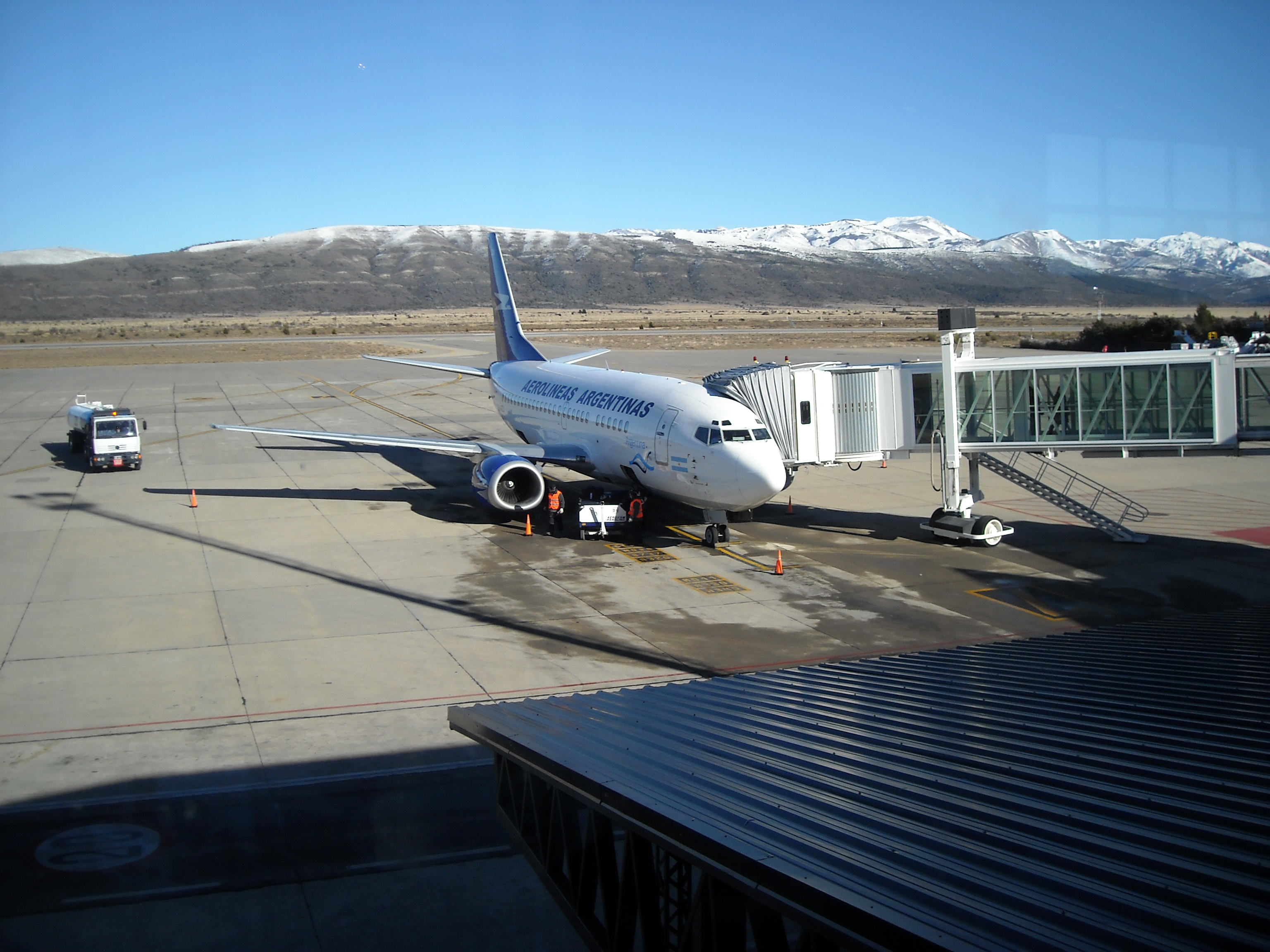
Aéroport de Bariloche.

À l'ouest, au pied des Andes, la route nationale 40 suit un trajet nord-sud également, mais au pied des Andes, et ici entre la petite ville de Dina Huapi (un peu à l'est de San Carlos de Bariloche), et celle d'El Bolsón, près de la province de Chubut.
D'est en ouest deux grand-routes courent plus au moins parallèlement :
- Au nord, la route nationale 22, va de Bahia Blanca à la ville de Neuquén, en longeant le fleuve río Negro tout au long de son cours moyen.
- Plus au sud, en fait au centre la province, la route nationale 23 relie la région de Viedma, à l'est, avec les abords de San Carlos de Bariloche, à l'ouest, c'est-à-dire avec le grand parc national Nahuel Huapi. Prolongeant cet axe vers l'ouest, la route (215-CH) passant par le col peu élevé Cardenal Antonio Samoré (1 314 mètres d'altitude) relie San Carlos de Bariloche au Chili voisin.

### Voie aérienne
San Carlos de Bariloche possède un aéroport fort fréquenté par les touristes désireux d'accéder au parc national Nahuel Huapi et à la région andine proche. La ville est située à 1 650 km de Buenos Aires. Plusieurs compagnies aériennes assurent une liaison régulière entre les deux villes grâce à l'aéroport de la ville (es). Des vols internationaux desservent également la ville. Le trafic passagers se montait à 1 308 001 personnes en 2017, soit un doublement en 10 ans. La longueur de piste est de 2 200 mètres, ce qui lui permet de recevoir des Airbus 320.
La capitale provinciale Viedma a un aéroport bien moins important, l' Aeropuerto Gobernador Edgardo Castello. Sa piste fait 2 550 mètres de long. En 2017 il accueillit 51 095 passagers.
La ville de General Roca dans la zone du Comahue, toute proche de la ville de Neuquén possède l' Aeropuerto Doctor Arturo Umberto Illia dont la piste fait 2 156 mètres.

### Voie ferroviaire

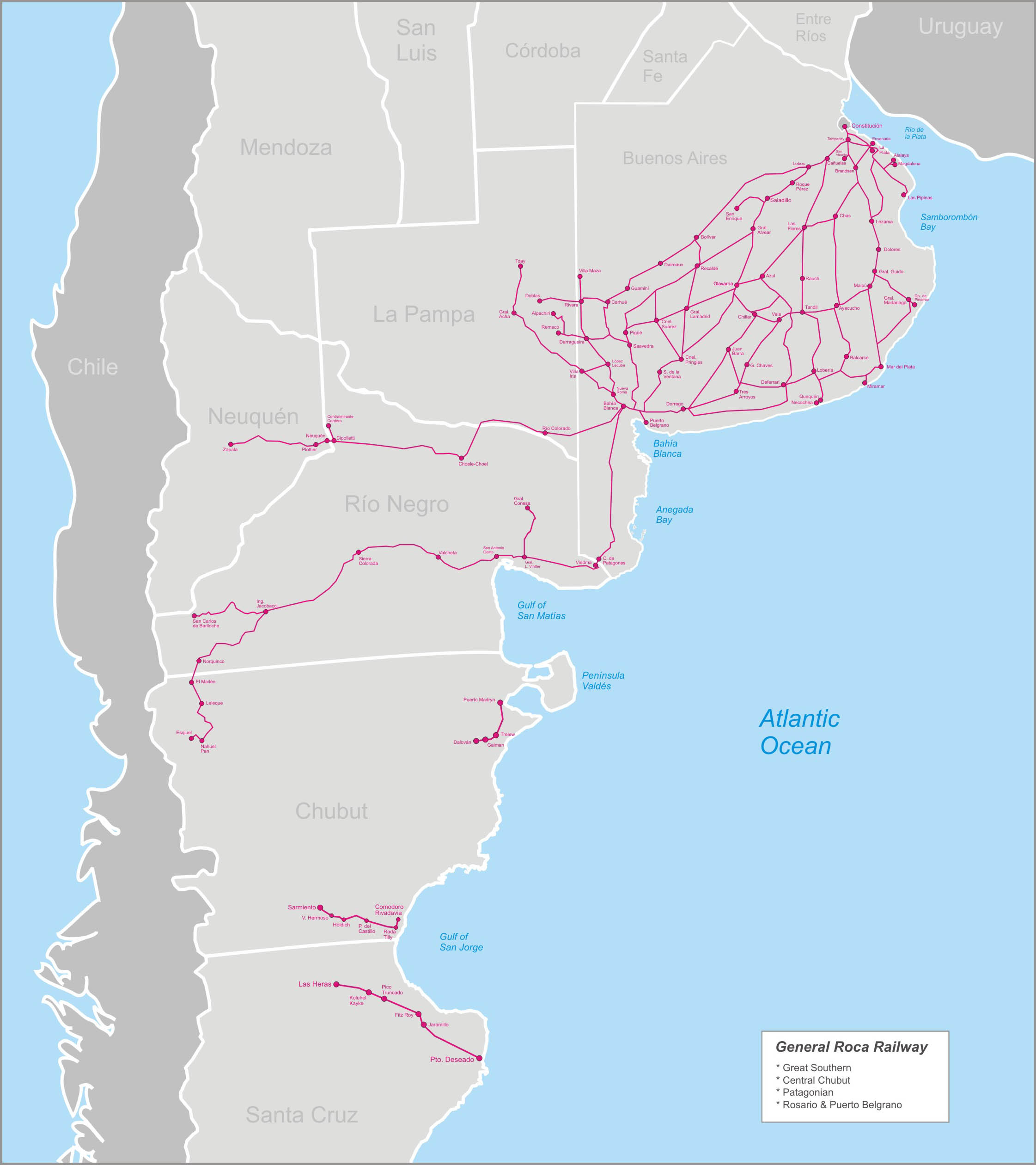
Réseau complet du chemin de fer Roca.

Bariloche est reliée par chemin de fer à Viedma (820 km de trajet).
Cette voie ferrée, appelée Tren Patagónico, est un chemin de fer de type touristique qui parcourt, depuis l'Atlantique jusqu'aux Andes, les paysages de la meseta (plateau) du sud de la province. La concession de ce service est aux mains de Tren Patagónico S.A. (antérieurement Servicios Ferroviarios Patagónicos) qui exécute des services tant au niveau passagers qu'au niveau charges au sein de la ligne Roca du réseau ferroviaire argentin, entre Viedma et San Carlos de Bariloche.

## Climat
Le climat présente de grands contrastes. Dans la cordillère les précipitations peuvent dépasser les 2 000 mm annuellement tandis que le reste de la province ne reçoit qu'un maigre 200 à 300 mm. L'hiver est long et froid, mais l'été est souvent torride. Les vents prédominants sont ceux secs d'ouest ou du sud-ouest qui ont traversé les Andes y abandonnant leur humidité.

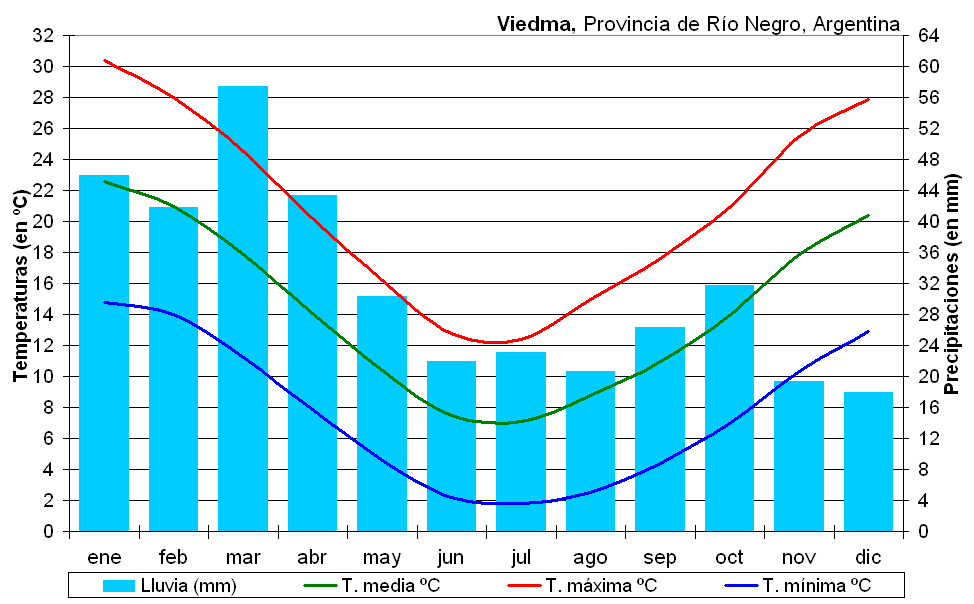
Climogramme de Viedma

Cependant, la température moyenne de Viedma atteint 14,2 °C, ce qui détruit le mythe d'une Patagonie uniformément froide. En effet ce chiffre doit être comparé aux 10,8 °C de Paris, 10,5 °C de Genève, 10,4 °C de Bruxelles et 10,8 °C de Montréal. On a dès lors la certitude qu'il existe bien une Patagonie de climat tempéré chaud. Et il ne s'agit pas d'un microclimat non représentatif d'un ensemble, si l'on considère les 9,8 °C de Puerto Deseado en Patagonie méridionale, plus de 800 km plus au sud, ou encore la température moyenne de Hambourg en Allemagne (9,4 °C).
| Mois                     | jan. | fév. | mars | avril | mai  | juin | jui. | août | sep. | oct. | nov. | déc. | année |
| ------------------------ | ---- | ---- | ---- | ----- | ---- | ---- | ---- | ---- | ---- | ---- | ---- | ---- | ----- |
| Température moyenne (°C) | 22,2 | 21   | 17,6 | 13,6  | 9,8  | 7    | 6,6  | 8,3  | 10,7 | 14,1 | 18,3 | 20,9 | 14,2  |
| Précipitations (mm)      | 46   | 41,8 | 57,4 | 43,4  | 30,3 | 22   | 23,1 | 20,7 | 26,3 | 31,7 | 19,3 | 18   | 380   |

À la même latitude que Viedma se trouve la petite ville de Las Grutas, importante station balnéaire en forte croissance touristique, située tout près de San Antonio Oeste, à une centaine de km à l'ouest de Viedma. Elle bénéficie d'un climat encore plus doux que la capitale provinciale. Ses 14,4 °C sont supérieurs aux 13,7 °C de Bayonne en France, et font belle figure face aux 16 °C de Nice.
| Mois                     | jan. | fév. | mars | avril | mai  | juin | jui. | août | sep. | oct. | nov. | déc. | année |
| ------------------------ | ---- | ---- | ---- | ----- | ---- | ---- | ---- | ---- | ---- | ---- | ---- | ---- | ----- |
| Température moyenne (°C) | 21   | 20,9 | 18,9 | 14,3  | 10,6 | 8    | 7,7  | 9,4  | 11   | 13,1 | 17,6 | 20,7 | 14,4  |
| Précipitations (mm)      | 15,7 | 16,1 | 47,1 | 9,7   | 16,9 | 6,8  | 6,9  | 6,1  | 8,4  | 40,3 | 12,9 | 5,8  | 189,9 |

Bariloche est située à quelque 900 mètres d'altitude dans les Andes du Sud, qui commencent quelque 500 km au nord et s'étendent jusqu'à la Terre de Feu. Les Andes du Sud, à la différence des Andes Centrales sont traversées par des vallées orientées est-ouest et sont suffisamment basses pour permettre aux vents humides du Pacifique de décharger les précipitations du côté argentin, surtout sous forme de neige ou pluie hivernale.
La température moyenne, liée à l'altitude, y est plutôt fraiche, quoique les 8,4 °C de moyenne annuelle, se comparent assez favorablement à la température moyenne de Munich en Allemagne, par exemple (7,8 °C).
| Mois                     | jan. | fév. | mars | avril | mai   | juin  | jui.  | août | sep. | oct. | nov. | déc. | année   |
| ------------------------ | ---- | ---- | ---- | ----- | ----- | ----- | ----- | ---- | ---- | ---- | ---- | ---- | ------- |
| Température moyenne (°C) | 14,4 | 14,2 | 11,8 | 8,7   | 5,7   | 3,7   | 3     | 3,6  | 5,4  | 8,2  | 10,2 | 12,2 | 8,4     |
| Précipitations (mm)      | 31,2 | 29,3 | 61,7 | 82,2  | 173,4 | 200,8 | 167,8 | 129  | 83,1 | 43   | 51,9 | 43,1 | 1 096,5 |

Sur l'histogramme ci-dessus, on voit bien qu'à Bariloche, les précipitations se font avant tout en hiver (pluies et neiges) et sont par contre minimales en été (janvier et février surtout). C'est exactement le rythme inverse de ce qui a lieu plus au nord, depuis la pampa (provinces de Buenos Aires et de La Pampa) jusqu'à la frontière bolivienne.
Maquinchao, localité-type du nord de la meseta de Patagonie, située au centre de la meseta de Patagonie à 888 mètres d'altitude, a un climat assez tempéré, et bénéficie même d'une température moyenne comparable à celle de Paris. Mais les précipitations y sont très faibles tout au long de l'année. Fort heureusement, il y a quelques cours d'eau dans la région qui parviennent à fournir l'eau nécessaire aux besoins locaux.
| Mois                     | jan. | fév. | mars | avril | mai  | juin | jui. | août | sep. | oct. | nov. | déc. | année |
| ------------------------ | ---- | ---- | ---- | ----- | ---- | ---- | ---- | ---- | ---- | ---- | ---- | ---- | ----- |
| Température moyenne (°C) | 17,6 | 16,5 | 15,7 | 8,8   | 4,9  | 1,6  | 1,3  | 2,8  | 5,5  | 9,4  | 13,6 | 16,2 | 9,5   |
| Précipitations (mm)      | 12,4 | 14,7 | 20,1 | 14,8  | 26,2 | 16,3 | 20,1 | 12,8 | 11,6 | 12,8 | 12,8 | 13,8 | 188,2 |

## Ressources hydriques
Les cours d'eau peuvent être tributaires soit de l'Atlantique, comme les ríos
Colorado et Negro, soit du Pacifique, comme le río Manso. Tous présentent des crues liées à la fonte des neiges des sommets andins et aux pluies d'automne.
Les débits sont loin d'être négligeables. Ainsi le Colorado qui présente sa plus forte crue au printemps a un débit moyen annuel de 148 m3/s. Quant au Río Negro qui a donné son nom à la province et qui a un régime identique, il roule pas moins de 1 014 mètres cubes par seconde ce qui en fait un fleuve important pour l'Argentine.
Dans l'ouest de la province, d'abondantes rivières alimentent le puissant Río Limay,branche-mère du Río Negro.
De nombreux lacs glaciaires se retrouvent dans l'ouest de la province,
comme le lac Nahuel Huapi, le lac Mascardi et le lac Steffen, ce qui constitue la base d'un tourisme florissant.

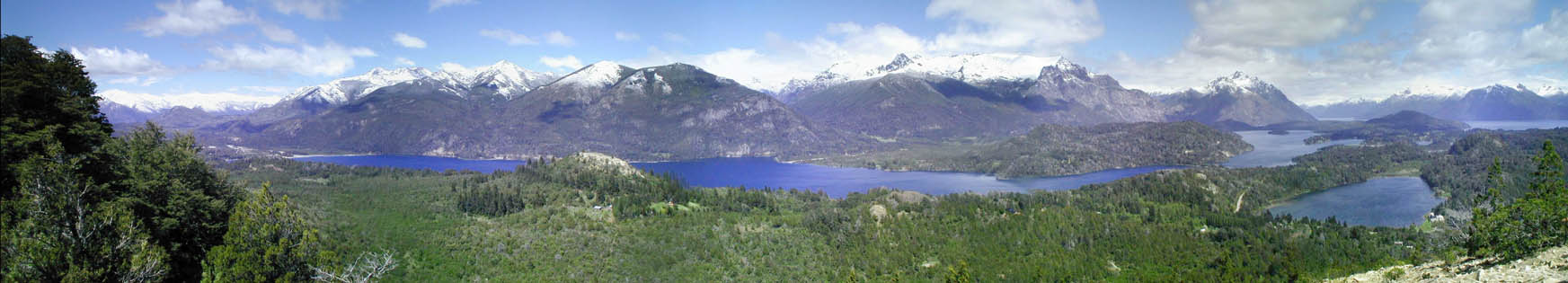
Cerros Catedral et López, ainsi que les lacs Gutiérrez et Nahuel Huapi, vus depuis la zone ouest de Bariloche. À droite, c'est-à-dire au sud, le plan d'eau que l'on voit est le lac Gutiérrez. Au fond, des hauteurs arrondies séparent le lac du vaste plateau sec de Patagonie centrale.

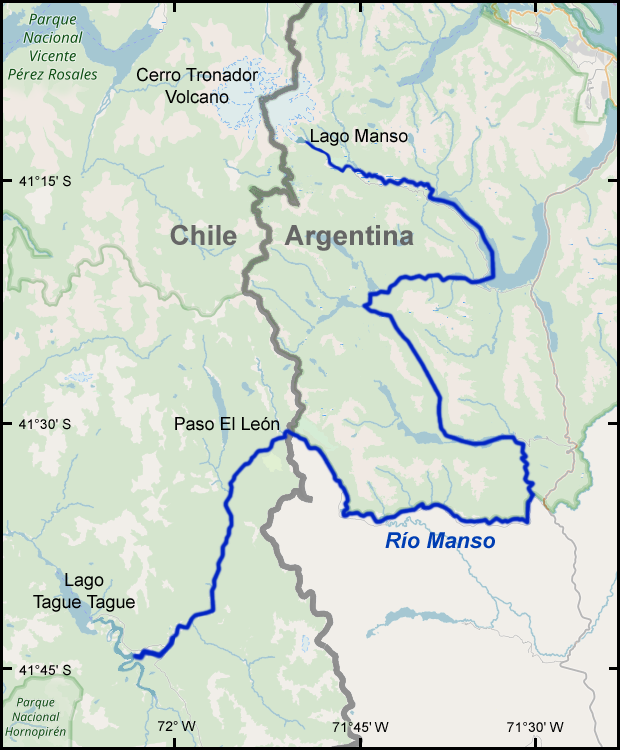
Le cours du Río Manso.

Une mention particulière doit être faite pour le bassin du río Manso. Celui-ci draine les eaux d'une belle série de lacs dont certains se trouvent dans le parc national Nahuel Huapi, et les autres au sud de celui-ci. Il y a d'abord le lac Mascardi qui lui-même reçoit les eaux du lac Guillelmo. Suivent le lac Los Moscos et le lac Hess, dont le lac Fonck est tributaire ainsi que le lac Los Césares. En outre, il recueille les eaux du lac Julio Roca, du lac Linco, du lac Felipe, du lac Escondido, du lac Montes et du lac Soberanía. Le río Manso se jette alors dans le lac Steffen, lequel reçoit l'émissaire du lac Martín.
La surface du bassin versant du río Manso en territoire argentin est de 3 780 km2, situés très majoritairement dans le département de Bariloche. La rivière pénètre alors en territoire chilien où elle conflue avec le río Puelo, émissaire du Lac Puelo.
Très peu arrosée au contraire, la meseta centrale ou plateau de Patagonie est divisée en une série de petits bassins endoréiques centrés sur un lac ou une lagune salée. Citons ainsi la lagune Cari Laufquen Grande, la lagune Cari Laufquen Chica et la lagune Curicó.
Enfin grâce à sa richesse en eau, la province est dotée de plusieurs centrales hydroélectriques sur le río Limay.

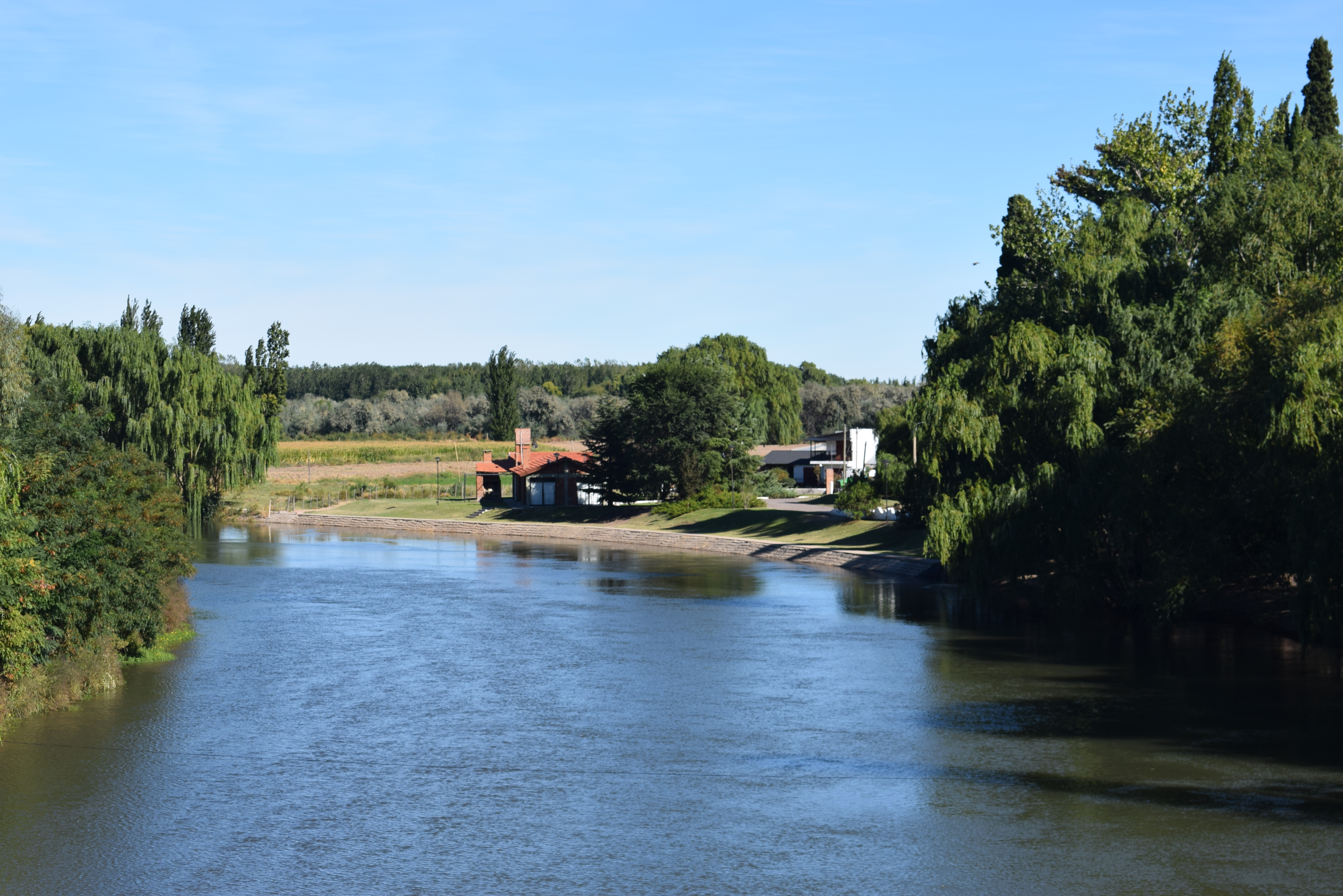
Les rives du Río Negro à Pomona sont noyées dans la verdure.

## Canaux
Le Canal Ing. Suárez Pomona - San Antonio Oeste appelé généralement Canal Pomona - San Antonio Oeste, est situé dans le Sud-Est de la province et a été rendu nécessaire en raison de la rareté des précipitations sur le littoral atlantique et donc à la nécessité d'approvisionner la région de San Antonio Oeste avec l'eau de l'abondant fleuve río Negro qui coule plus au nord.
Il fut inauguré en 1972. Il débute au niveau de la localité de Pomona et aboutit à la ville de San Antonio Oeste.
Il a une longueur de 194 kilomètres et fournit l'eau nécessaire à la région littorale en très rapide croissance démographie, c'est-à-dire aux villes de San Antonio Oeste, de Puerto del Este, et aussi à la ville touristique récemment créée de Las Grutas (es), devenue le deuxième centre touristique de la province grâce à la douceur de son climat.

## Division administrative
Le Río Negro est divisé en treize départements. La Constitution provinciale adoptée en 1958 fut réformée en 1988.
|  | Département         | Superficie en km2 | Pop. 2001 | Pop. 2010 | Chef-lieu               | Carte des départements |
|  | ------------------- | ----------------- | --------- | --------- | ----------------------- | ---------------------- |
|  | Adolfo Alsina       | 8.813             | 50.701    | 57.512    | Viedma                  |                        |
|  | Avellaneda          | 20.379            | 32.308    | 35.508    | Choele Choel            |                        |
|  | Bariloche           | 5.415             | 109.826   | 131.067   | San Carlos de Bariloche |                        |
|  | Conesa              | 9.765             | 6.291     | 7.062     | General Conesa          |                        |
|  | El Cuy              | 22.475            | 4.252     | 4.795     | El Cuy                  |                        |
|  | General Roca        | 14.655            | 281.653   | 320.362   | General Roca            |                        |
|  | Nueve de Julio      | 25.597            | 3.501     | 3.481     | Sierra Colorada         |                        |
|  | Ñorquincó           | 8.413             | 2.079     | 1.835     | Ñorquincó               |                        |
|  | Pichi Mahuida       | 15.378            | 14.026    | 14.722    | Río Colorado            |                        |
|  | Pilcaniyeu          | 10.545            | 6.114     | 7.356     | Pilcaniyeu              |                        |
|  | San Antonio         | 14.015            | 23.972    | 29.469    | San Antonio Oeste       |                        |
|  | Valcheta            | 20.457            | 4.946     | 4.863     | Valcheta                |                        |
|  | Veinticinco de Mayo | 27.106            | 13.153    | 15.342    | Maquinchao              |                        |
|  | Total province      | 203.013           | 552.822   | 633.374   | Viedma                  |                        |

## Démographie
Depuis 1895, la population de la province a évolué comme suit :
|                       | 1895      | 1914      | 1947       | 1960       | 1970       | 1980       | 1991       | 2001       | 2010       |
| --------------------- | --------- | --------- | ---------- | ---------- | ---------- | ---------- | ---------- | ---------- | ---------- |
| Province de Río Negro | 9 241     | 42 242    | 134 350    | 193 292    | 262 622    | 383 354    | 506 772    | 552 822    | 633 374    |
| Total Argentine       | 4 044 911 | 7 903 662 | 15 893 811 | 20 013 793 | 23 364 431 | 27 949 480 | 32 615 528 | 37 156 195 | 40 091 359 |

D'après l'INDEC (Institut argentin des statistiques et des recensements), en 2010, la population de la province se montait à 633 374 habitants.
La croissance démographique a été très élevée tout au long du XXe siècle. En 1895, il n'y avait que 9 241 habitants recensés qui peuplaient ce territoire, grand comme près de sept fois la Belgique. Les aborigènes non soumis (Indios Bravos) n'étaient cependant pas inclus dans ce chiffre, mais ceux-ci avaient été presque exterminés ou déportés lors de la récente conquête du Désert, et n'étaient plus très nombreux (ils étaient estimés à seulement 30 000 pour toute l'Argentine), Mapuches en majorité.
Plus récemment, on remarque que la population de la province a largement plus que doublé depuis le début des années 1970, résultat notamment d'une importante immigration. La province affiche ainsi un rythme d'accroissement supérieur à la moyenne du pays.
Enfin la natalité relativement forte observée dans la province (10 698 naissances en 2004, soit un taux de 18,3 pour mille) laisse entrevoir une poursuite de la hausse démographique dans les prochaines décennies.
Les projections de population effectuées par l'INDEC (Institut argentin des statistiques et des recensements) prévoyaient une population se montant à 608 090 en 2015, ce chiffre étant d'ores et déjà dépassé en 2010. La province continue donc ainsi sa progression à un rythme de plus de 1,5 % annuellement,.

### Évolution prévue jusqu'en 2040
Les prévisions suivantes de l'INDEC (à la suite du recensement de 2010) concernant les prochaines décennies prévoient pour 2040 une population provinciale de 913 879 habitants, pour une population totale du pays de 52 778 477 personnes la même année. On prévoit donc un accroissement de la population provinciale de l'ordre de près de 45 % par rapport à 2010, soit nettement plus que l'accroissement total argentin qui ne serait que d'un peu plus de 31 % en trente ans.
|                       | 2001       | 2010       | 2020       | 2030       | 2040       |
| --------------------- | ---------- | ---------- | ---------- | ---------- | ---------- |
| Province de Río Negro | 552.822    | 633.374    | 747.610    | 836.851    | 913.879    |
| Total Argentine       | 36.260.130 | 40.091.359 | 45.376.763 | 49.407.265 | 52.778.477 |

### Les Mapuches
Le recensement de 2010 en Argentine a révélé l'existence de 205 009 personnes qui se reconnaissaient en tant que mapuches dans l'ensemble du pays, dont 39 869 en province de Río Negro, le restant se répartissant entre diverses provinces (39 634 dans celle de Neuquén, 64 553 dans la province et la ville de Buenos Aires, 31 771 dans la province de Chubut, 6 132 dans la province de Mendoza)
. Les Mapuches constitueraient donc quelque 6,3 % de la population provinciale, chiffre assez élevé si l'on considère la forte émigration vers la région de Buenos Aires, et l'important métissage qui se termine souvent par l'assimilation au reste de la population.

## Aires naturelles protégées
Le parc national Nahuel Huapi occupe une grande partie de la zone andine de la province. Le parc fait partie avec les parcs nationaux Lanín, Los Arrayanes, Lago Puelo et Los Alerces de la réserve de biosphère Andino Norpatagonica reconnue par l'Unesco en 2007.
En outre, le Système provincial des aires naturelles protégées (Sistema Provincial de Áreas Naturales Protegidas) de la province gère et administre une série d'aires réparties sur tout le territoire, de différentes dimensions et avec des degrés divers de contrôle. Citons:
- Aire naturelle protégée Punta Bermeja
- Aire naturelle protégée Complejo Islote Lobos
- Reserva Caleta de Los Loros (es)
- Área natural protegida Bahía de San Antonio
- Área natural protegida Puerto Lobos
- Aire naturelle protégée Meseta de Somuncurá
- Parc provincial Parque Azul (es)
- Aire naturelle protégée Río Azul-Lago Escondido (60 000 hectares)
- Paisaje protegido Río Limay
- Área protegida Valle Cretácico
- Parc Laguna Carri Laufquen (es)
- Área natural protegida Cipresal de las Guaitecas

### Réserve de biosphère Andino Norpatagonique
Cette vaste réserve a une superficie totale de 2 266 942 hectares, soit 22,669 km2. Elle comprend les aires de cinq parcs nationaux, de dix réserves, parcs ou aires protégées de juridiction provinciale, et des terrains municipaux des localités d' Esquel, Trevelin, Cholila, Lago Puelo, El Hoyo, Epuyén, El Maitén et Leleque de la province de Chubut ; de Villa Mascardi, El Bolsón et Bariloche, El Manso, Mallín Ahogado et El Foyel de la province de Río Negro ; et d'Aluminé, Junín de los Andes, San Martín de los Andes, Villa Traful et Villa La Angostura de la province de Neuquén.
Superficies approximatives de chacune de ces aires :
- Parc national Lanín (Neuquén) 412 000 ha
- Parc national Nahuel Huapi (Neuquén et Río Negro) 750 000 ha
- Parc national Los Arrayanes (Neuquén) 1 753 ha
- Parc national Lago Puelo (Chubut) 27 674 ha
- Parc national Los Alerces (Chubut) 263 000 ha
- Paysage protégé Río Limay (Río Negro) 17 690 ha
- Área natural protegida Cipresal de las Guaitecas (Río Negro) 150 ha
- Área natural protegida Río Azul - Lago Escondido (Río Negro) 80 000 ha
- Reserva provincial Arroyo Motoco (Chubut) 7 040 ha
- Parque provincial Cerro Pirque (Chubut) 770 ha
- Parque y reserva provincial Río Turbio (Chubut) 82 134 ha
- Réserve forestière Cerro Currumahuida (es) (Chubut) 3 250 ha
- Réserve forestière Lago Epuyén (es) (Chubut) 20 000 ha
- Área natural protegida Lago Baguilt (Chubut) 1 500 ha
- Reserva Baguilt, Río Hielo y Lago Huemul (Chubut) 32 400 ha

## Flore
Dans la région andine à l'extrémité ouest de la province, des précipitations de plus de 4 000 mm annuelles sont observées, dues aux nuages provenant de l'Océan pacifique. De plus les différences de relief sont importantes avec des sommets allant jusqu'à 3 400 m.

### Forêt humide ou forêt valdivienne
Les fortes précipitations déterminent le développement d'une végétation exubérante de climat froid. On y trouve le cyprès de las Guaitecas ou pilgerodendron uviferum, le fuinque (es) ou lomatia ferruginea, le mañiú macho ou podocarpus nubigenus, et le mañiú hembra ou saxegothaea conspicua. Également des alerces (fitzroya cupressoides) géants, dont la longévité peut atteindre quelque 4 000 ans, (on peut en voir entre Puerto Blest et le lac Frías, ainsi que du côté du lac Fonck). On trouve en abondance des colihue (chusquea culeou) et des lianes qui rendent certains endroits impénétrables. Dans les clairières, il y a parfois profusion de nalcas, aux grandes feuilles d'un vert profond pouvant atteindre 150 cm de diamètre. On note aussi de nombreuses fleurs aux couleurs vives, et parmi elles des chilco (fuchsia magellanica).

### La forêt de transition andino-patagonique
La forêt andino-patagónico ou forêt de transition s'étend vers l'est de la précédente. Là le régime de précipitations oscille entre 600 et 1 200 mm par an, principalement entre les mois d'avril et d'aôut.
Cette forêt comprend une grande variété d'arbres, dont le cyprès de la cordillère ou cyprès de Patagonie, le radal, le ñire (Nothofagus antarctica) et le maiten (Maytenus boaria). L'espèce emblématique des lieux est le cyprès de la Cordillère (Austrocedrus chilensis) dont la présence jouxte les steppes. Dans la zone on trouve en abondance le raulí (Nothofagus alpina), le lahuán (Fitzroya cupressoides) ou alerce de Patagonie, le laurel (Laurelia sempervirens), le roble pellín (Nothofagus obliqua), le fuinque (Lomatia), et le canelo (Drimys winteri).
Au-delà de la cote des 1 000 m, s'étendent des bosquets de lenga (Nothofagus pumilio) et de ñire (Nothofagus antarctica). Les feuilles caduques de la lenga deviennent pourpres en automne, ce qui donne une superbe coloration rosée aux montagnes. Le sous-bois est composé d'arbustes comme la laura, le taique (Desfontainia spinosa) et la chaura (gaultheria mucronata). On y trouve aussi la mutisia aux belles fleurs orangées et la reina mora (Mutisia spinosa (es)) avec ses fleurs aux tons lila et le notro (Embothrium coccineum) aux couleurs rouge-intense. La rosa mosqueta (Rosa eglanteria), est une espèce exotique acclimatée dans la région.
Autres variétés arbustives de la zone : l'espino negro (Colletia spinosissima (es)), le pañil (Buddleja globosa (es)), la retama avec l'étincelante couleur jaune de sa floraison du mois de décembre, le michay (Berberis darwinii) et le calafate ou Berbéris à feuilles de buis aux baies comestibles, ainsi que le chacay (Discaria trinervis (es)), l'amancay ou lys des Incas aux fleurs orangées, et l'arvejilla (Lathyrus multiceps (es)).
Dans les zones ouest près de la cordillère, là où les précipitations sont plus abondantes, les cyprès cèdent la place aux majestueux coihues, tandis qu'apparaissent de denses sous-bois de canne colihue. Dans les clairières, à proximité des ruisseaux on peut voir les fleurs jaunes du topa topa, les fleurs rouges de la botellita ou fleur des cascades et le chilco. Dans certaines prairies, se trouvent des graminées de type margaritas ou dents de lion avec leurs caractéristiques fleurs jaunes, ou le taique aux fleurs rouges.
Près des lacs pousse aussi la pitra ou patagua, ainsi que de beaux arrayáns.

### Flore du plateau patagonique
La couverture végétale du plateau ou steppe patagonique présente des espèces xérophiles comme le neneo (Mulinum spinosum), le mamuel choique (Adesmia) et le coirón (Festuca gracillima), en alternance avec des espèces des genres stipa, festuca et poa. Dans les zones plus humides se trouvent des jarillas comme la Larrea divaricata, la Larrea cuneifolia et la Larrea nitida qui alternent avec des arbustes de bois sec (Monttea aphylla et Bougainvillea spinosa). Dans les zones situées près des ruisseaux ou des lagunes se développent des arbustes tels le piquillín (Condalia microphylla), des Chuquiragas et des Cortaderias.
Dans les zones protégées on a trouvé des espèces végétales endémiques non observées ailleurs, la Grindelia pygmaea et la Lecanophora ruizleali.

## Faune

### Mammifères

#### Mammifères andins
Dans la région andine, il existe des animaux propres à la Patagonie, tels l'amphibien Atelognathus nitoi, et surtout d'intéressants mammifères et des oiseaux.
Parmi les mammifères autochtones, on peut voir des cervidés comme le cerf huemul (hippocamelus bisulcus) animal emblématique de la région, ou le pudú - le plus petit cervidé de la planète -. Il y a aussi le puma, le culpeo (lycalopex culpaeus), l'oncifelis geoffroyi ou chat de Geoffroy, le oncifelis colocolo ou chat des pampas, le huillín ou loutre marine, le tuco tuco de Patagonie (Ctenomys sociabilis).
On y trouve aussi un petit marsupial appelé monito del monte ou colo colo, apparenté aux marsupiaux d'Australie, et à ne pas confondre avec l'oncifelis colo colo ou chat des pampas.

#### Mammifères du plateau steppique
Dans cette région, on trouve en abondance le guanaco, le mara et le puma. Dans ces steppes, le culpeo ou renard de Patagonie se retrouve en nombre important.

#### Mammifères marins
Sur les côtes et dans les eaux littorales de la Mer argentine, on trouve l'otarie à crinière ou lion marin (Otaria flavescens), l'otarie à fourrure australe (Arctocephalus australis), l'éléphant de mer (Mirounga leonina). On peut apercevoir plusieurs espèces de cétacés comme la baleine franche australe (Eubalaena australis), l'orque (Orcinus orca) et la pseudorque (Pseudorca crassidens), le globicéphale noir (globicephala melas edwardi).
On observe sur ces côtes plusieurs delphinidés, et parmi eux le dauphin de Commerson (Cephalorhynchus commersonii) localement appelé tonina overa, le dauphin aptère austral (Lissodelphis peronii), le dauphin sablier (Lagenorhynchus cruciger), le dauphin de Peale (Lagenorhynchus australis), le dauphin obscur (Lagenorhynchus obscurus), ainsi que le grand dauphin (Tursiops truncatus).

### Oiseaux

#### Oiseaux des Andes
Dans la région andine de Patagonie, on peut observer des oiseaux comme le condor (Vultur gryphus), le goéland appelé localement « gaviota », le perroquet choroy (Conure à long bec), et le cauquén ou ouette de Magellan (Chloephaga picta).
Parmi les oiseaux, notamment dans les environs du río Azul, on trouve des exemplaires de l'ibis à face noire (Theristicus melanopis), du bihoreau gris (Nycticorax nycticorax), de l'urubu noir (Coragyps atratus), de la merganette des torrents (Merganetta armata), du caracara chimango (Milvago chimango), du caracara huppé (Caracara plancus), du colin de Californie (Callipepla californica), du vanneau téro (Vanellus chilensis), du martin-pêcheur à ventre roux (Megaceryle torquata) et du pic de Magellan (Campephilus magellanicus).
La forêt andine et son sous-bois abritent diverses espèces de passereaux, parmi eux le taurillon mésange (Anairetes parulus), le tourco rougegorge (Scelorchilus rubecula), la picotelle à gorge blanche (Pygarrhichas albogularis) et le carouge austral (Curaeus curaeus).
Dans le parc national Nahuel Huapi, on peut voir le nandou de Darwin (Rhea pennata), l'attagis de Gay (Attagis gayi), le pigeon du Chili (Patagioenas araucana), la conure magellanique (Enicognathus ferrugineus), le pic bûcheron (Veniliornis lignarius), le pic de Magellan (Campephilus magellanicus), la géositte à ailes rousses (Geositta rufipennis), le cinclode brun (Cinclodes fuscus), le cinclode d'Oustalet (Cinclodes oustaleti), le synallaxe de Des Murs (Sylviorthorhynchus desmursii), le synallaxe rayadito (Aphrastura spinicauda), le mérulaxe des Andes (Scytalopus magellanicus), la picotelle à gorge blanche (Pygarrhichas albogularis), le tourco huet-huet (Pteroptochos tarnii), le tourco rougegorge (Scelorchilus rubecula), l'élénie à cimier blanc (Elaenia albiceps), le peutrén (Ochthoeca parvirostris), le rara à queue rousse (Phytotoma rara), le phrygile à tête grise (Phrygilus gayi), le phrygile petit-deuil (Phrygilus fruticeti), la colombe à ailes noires (Metriopelia melanoptera) et l'upucerthie des buissons (Upucerthia dumetaria), le condor des Andes (Vultur gryphus), le canard à lunettes (Speculanas specularis), le (Buteo ventralis), le (Phalcoboenus australis), le (Patagioenas araucana), le (Scelorchilus rubecula), le churrín grande (Eugralla paradoxa (es)) notamment.

#### Oiseaux du plateau steppique
Parmi les oiseaux, c'est ici le domaine du condor et du nandou austral (appelé ici choique).
Dans les lagunes le flamant du Chili (Phoenicopterus chilensis) est présent, ainsi que le cygne à cou noir, le cygne coscoroba blanc, le canard à queue pointue (Anas georgica) et le macá ou grand Grèbe (Podiceps major). Les oiseaux de proie et autres prédateurs sont aussi présents, comme le caracara, le Polyborus plancus, le chimango (Milvago chimango) et la buse tricolore.
Dans la meseta de Somuncurá, on peut observer le nandou de Darwin (Rhea pennata) le tinamou de Darwin (Nothura darwinii), le tinamou perdrix (Nothoprocta perdicaria), la géositte mineuse (Geositta cunicularia), le pépoaza à ventre rougeâtre (Neoxolmis rufiventris), le pépoaza traquet (Neoxolmis rubetra), le dormilon à ventre roux (Muscisaxicola capistratus), le dormilon à nuque jaune (Muscisaxicola flavinucha), le dormilon bistré (Muscisaxicola maclovianus), le sicale de Patagonie (Sicalis lebruni), le synallaxe des rocailles (Asthenes modesta), le dormilon à sourcils blancs (Muscisaxicola albilora), le dormilon à front noir (Muscisaxicola frontalis), la lessonie noire (Lessonia rufa) ainsi que le flamant du Chili (Phoenicopterus chilensis)

#### Oiseaux marins
Parmi les oiseaux on peut voir la Mouette de Patagonie (Chroicocephalus maculipennis), le Goéland dominicain (Larus dominicanus), le sterne hirundinacée (Sterna hirundinacea), la sterne royale (Thalasseus maximus), le pétrel géant (Macronectes giganteus), le puffin à menton blanc (Procellaria aequinoctialis) et le cormoran imperial (Phalacrocorax atriceps). Dans les parois verticales des falaises il existe d'importantes colonies de conures de Patagonie (Cyanoliseus patagonus).
Dans le petit archipel appelé Islotos Lobos (îlots des loups), se trouve la colonie la plus septentrionale du manchot de Patagonie (Spheniscus magellanicus). on y trouve aussi la sterne royale (Thalasseus maximus), le cormoran vigua (Phalacrocorax brasilianus), le bihoreau gris (Nycticorax nycticorax), le héron cocoi (Ardea cocoi), la grande Aigrette (Ardea alba), le canard huppé (Lophonetta specularioides), l'huîtier d'Amérique (Haematopus palliatus), l'huîtier noir (Haematopus ater), l'urubu noir (Coragyps atratus), la sterne de Trudeau (Sterna trudeaui), la sterne royale (Sterna maxima), la mouette de Patagonie (Chroicocephalus maculipennis), et aussi le flamant du Chili (Phoenicopterus chilensis).
Dans les zones un peu éloignées de la mer, on peut voir diverses espèces de passereaux comme le moqueur plombé (Mimus saturninus), le phrygile charbonnier (Phrygilus carbonarius), le rara du Paraguay (Phytotoma rutila) et le tyran des savanes (Tyrannus savana), et bien d'autres encore.

### Les poissons
Les poissons de mer abondent dans la mer argentine, au large des côtes de la province. On y trouve l'abadèche rose (Genypterus blacodes), le tassergal (Pomatomus saltatrix), l'anchois argentin (Engraulis anchoita), le pagre rouge (Pagrus pagrus), le more têtard (Salilota australis (es)), le grenadier gros yeux (Macrourus carinatus (es)), le maquereau commun (Scomber scombrus), le grenadier fouet (Coelorhynchus fasciatus (es)), la légine australe (Dissostichus eleginoides), le phycis brésilien (Urophycis brasiliensis (es)), le maquereau blanc (Scomber japonicus), le grand tambour ou corvina negra (Pogonias cromis (es)), le tambour rayé (Micropogonias furnieri (es)), le percis à demi bandes (Pseudopercis semifasciata (es)), le menhaden d'Argentine (Brevoortia pectinata (es)).
On trouve aussi le Mugil (Mugil platanus (es)), le lenguado (Catachyridium jenynsi), le mero (Acanthistius brasilíanus), la merluze (merluccius hubbsi, le grenadier patagonien (Macruronus magellanicus), le sauteur parone (Parona signata), le saraca ou menhaden brésilien (Brevoortia aurea (es)), la masca laboureur (Callorhinchus callorynchus), le poisson-éléphant (Gnathonemus petersii), le sériole ou pez limón (Seriola lalandei), le polaca (Micromesistius australis), le sargo argentin (Diplodus argenteus), le bonite à dos rayé, (Sarda sarda), le róbalo patagónico (Eleginops maclovinus), la sardine fueguine (Sprattus fuegensis), les pejerreys de mer (Odonthestes smitti (es), Odonthestes nigricans (es), Odontesthes argentinensis (es)), la nonotenia coluda (Patagonotothen ramsayi), le saumon du Pacifique (Oncorhynchus tshawytscha), la castañeta (Australoheros facetus), le pez palo (Percophis brasiliensis).
Les requins de plusieurs espèces sont aussi présents, attirés par l'énorme vivier que constitue la mer argentine. Ils sont par ailleurs parfaitement inoffensifs pour l'homme dans ces eaux-là : le gatuzo (Mustelus schmitti), le requin nez noir (Carcharhinus acronotus), le requin-hâ ou milandre (Galeorhinus galeus), très recherché pour sa chair délicieuse, le requin-taureau (Carcharias taurus), l' Odontaspis noronhai, le requin Plat-nez (Notorynchus cepedianus), le requin longimane (Carcharhinus longimanus).

### Reptiles
Parmi les reptiles, on remarque la présence du lézard (Liolaemus tenuis), une espèce de la famille des Liolaemidae qui vit dans les broussailles au climat méditerranéen et dans les forêts tempérées valdiviennes. Également présent dans le parc, le lagartija valdiviana (Liolaemus cyanogaster)  qui vit dans les forêts tempérées valdiviennes et dans les prairies.

### Amphibiens
On trouve aussi des amphibiens, surtout dans l'est et le nord de la province. Citons les grenouilles Leptodactylus latrans et Leptodactylus mystacinus, ainsi que le crapaud Rhinella arenarum. Dans l'ouest de la province, au sein du Parc national Nahuel Huapi on observe notamment les grenouilles Eupsophus emiliopugini, Pleurodema thaul, Rhinoderma darwinii et Atelognathus nitoi.

### Mollusques
Les mollusques et fruits de mer sont bien présents sur les côtes de la province et sont même abondants. Citons la moule bleue commune (Mytilus edulis), les cholgas (Aulacomya atra), et aussi les "pulpitos" (Octopus tehuelchus) et les crabes appelés localement "cangrejos de arena" (Ovalipes trimaculatus), entre autres.

## La Région patagonique
Depuis 1996, la province de Río Negro fait partie d'un des quatre groupes de province de l'Argentine : la Région de Patagonie ou Région patagonique (Región Patagónica).
Celle-ci fut créée par le traité signé à Santa Rosa le 26 juin 1996. Ses buts sont exprimés dans l'article 2 du traité. Il y est dit que la région aura comme objectif général la promotion du développement humain et le progrès économique et social, en renforçant les autonomies provinciales dans la disponibilité de leurs ressources et l'accroissement de leur potentiel productif.
Les provinces qui ont intégré la Région de Patagonie sont La Pampa, Neuquén, Río Negro, Chubut, Santa Cruz et Terre de Feu, Antarctique et Îles de l'Atlantique Sud, y compris le sous-sol, la mer Argentine adjacente et l'espace aérien correspondant.

## Économie

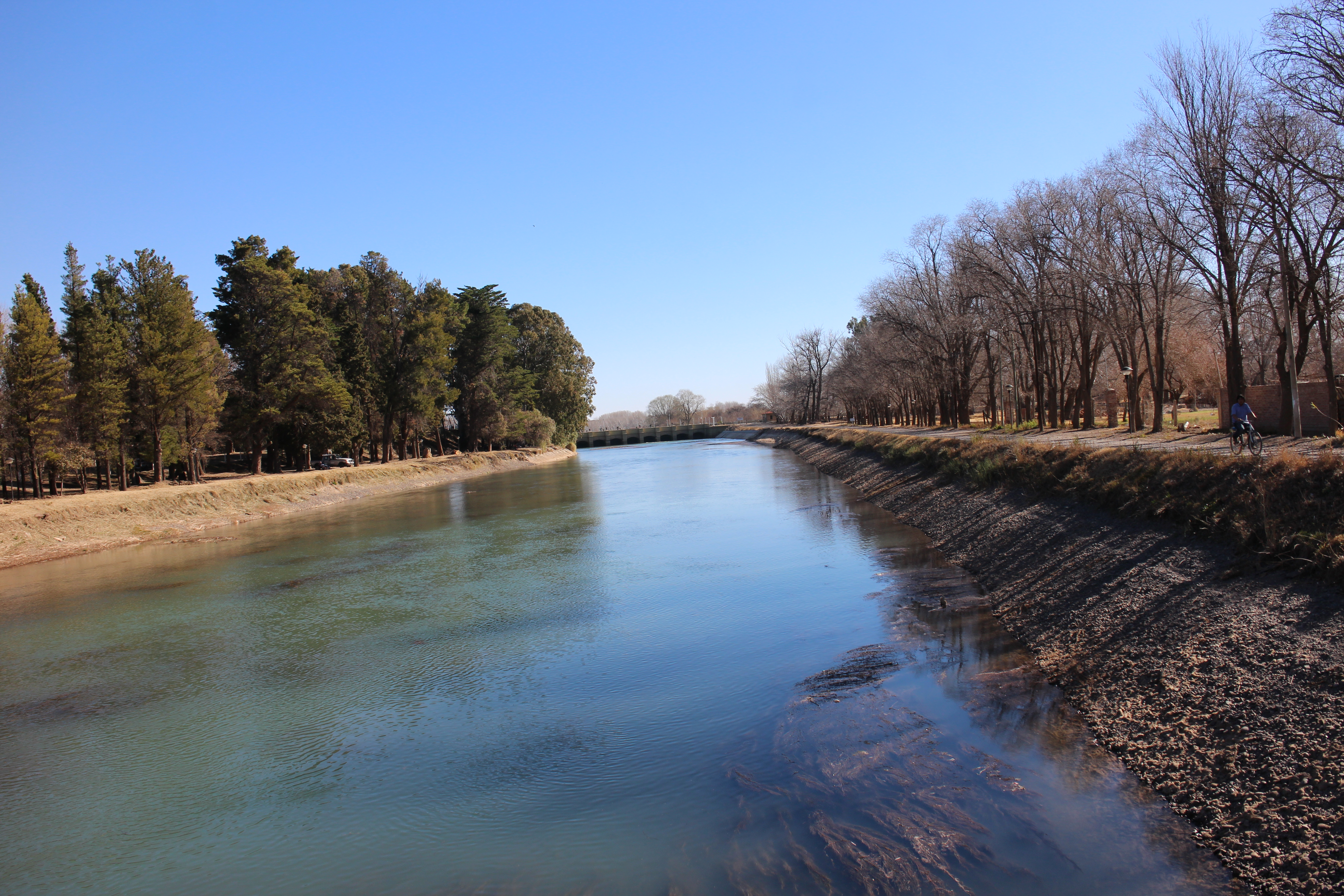
Canal d'irrigation près de la ville de General Roca, dans la vallée du Río Negro.

### Agriculture, pêche et élevage
L'économie de la province est basée sur l'agriculture, concentrée dans la zone des vallées. Les cultures fruitières prédominent (comme les pommes et les poires). Il y a aussi des cultures de légumes (tomates et oignons), et de fruits fins comme les framboises, les griottes et les fraises.
Pourtant, la production agricole a fortement été touchée par la crise économique qui a notamment fait chuter les prix des fruits. Le nombre de producteurs de fruits est ainsi passé de 8000 à 2000 agriculteurs entre 2005 et 2015, et des mouvements de contestation ont eu lieu.
L'élevage se développe sous forme intensive. On envoie le bétail bovin pour hiverner dans les provinces de Buenos Aires et de La Pampa. Les ovins constituent quant à eux 13 % du total national. La pêche fournit du merlu et des calamars.

### Industrie
Industrie : production de cidre et de jus de fruits, également de laines fines.
Mines : exploitation de gisements de fer, de bentonite, de pierre plate, de sel, de pétrole et de gaz naturel.

#### Énergie
La province produit, avec sa voisine la province de Neuquén, près de 50 % de la production hydroélectrique du pays. Ce sont les centrales d'Alicurá, de Piedra del Águila, Pichi Picún Leufú, El Chocón et Arroyito, toutes sur le río Limay.

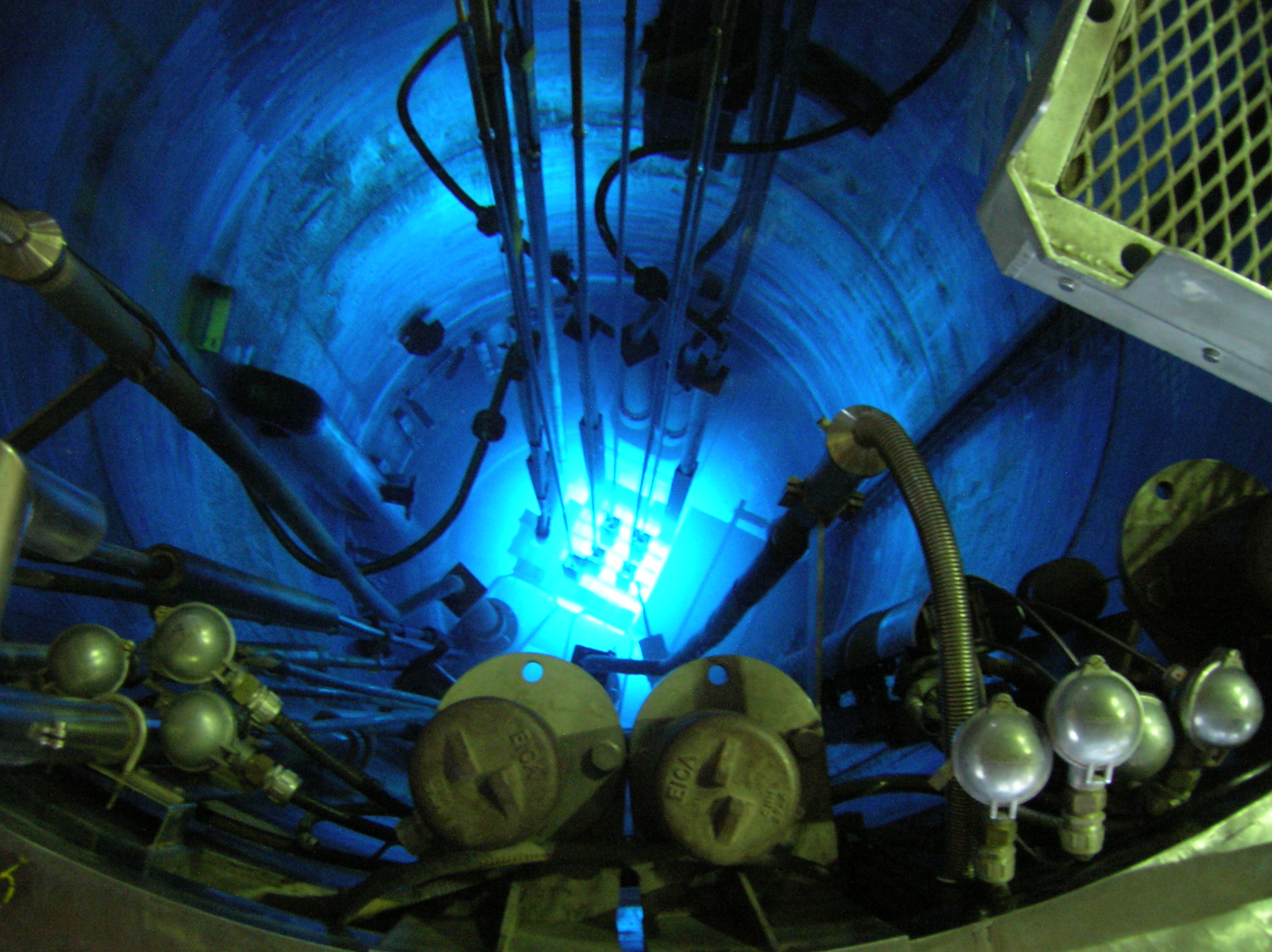
Vue du noyau du réacteur RA-6. On observe la lumière bleue caractéristique de l'effet Cherenkov.

### Centre nucléaire Bariloche
Le Centro Atómico Bariloche est un des centres d'investigation et de développement de la Commission nationale de l'énergie nucléaire d'Argentine. Dans ce centre on met en œuvre des investigations et recherches fondamentales et appliquées dans le domaine de la physique et de l'ingénierie nucléaire.
Au sein de ce centre, se trouve aussi l' Instituto Balseiro, centre universitaire qui en collaboration avec l'Université nationale de Cuyo, forme des professionnels en physique, ingénierie nucléaire, ingénierie mécanique et ingénierie en télécommunications.

## Tourisme
Avec la province voisine de Neuquén, la province de Río Negro est devenue une des grandes zones touristiques d'Argentine.

### Région andine
- Le Parc national Nahuel Huapi
- La ville de San Carlos de Bariloche
- Le Lac Nahuel Huapi
- Cerro Catedral (es), devenu grand centre de sports d'hiver.
- Le volcan Cerro Tronador, haut de 3 491 mètres, point culminant de la province
- Le lac Gutiérrez
- Le lac Mascardi
- El Foyel
- Rio Villegas
- Villa Mascardi
- Villa Catedral
- Ñirihuau
- Villa Llao Llao (es)
- Le grand hôtel Llao Llao à 25 km à l'ouest de Bariloche, est devenu un symbole de la beauté grandiose des sites du Parc national. Construit en 1939 sur une hauteur dominant les lacs Moreno et Nahuel Huapi, on a inauguré une nouvelle aile sur le lac Moreno en 2007.

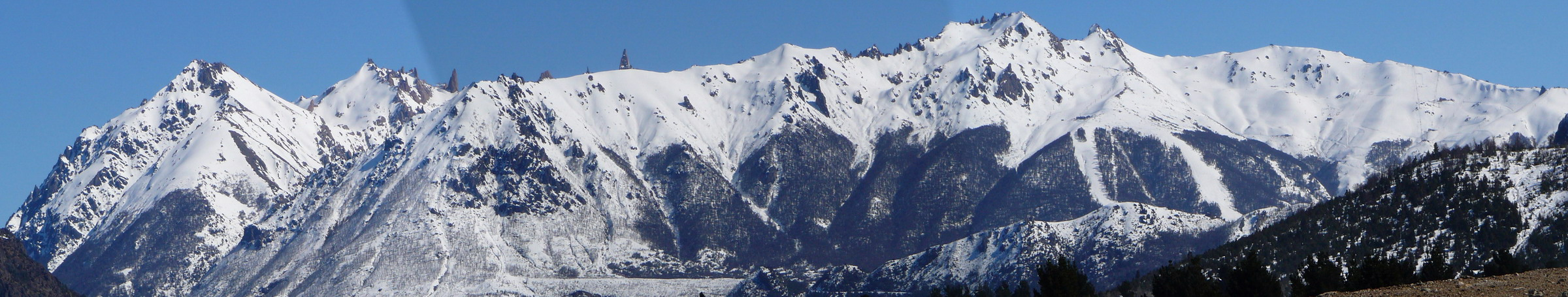
Vue du Cerro Catedral depuis la ville de Bariloche.

- Cuesta del Ternero
- La ville d'El Bolsón
- Dina Huapi
- Mallin Ahogado

### Plages du Río Negro

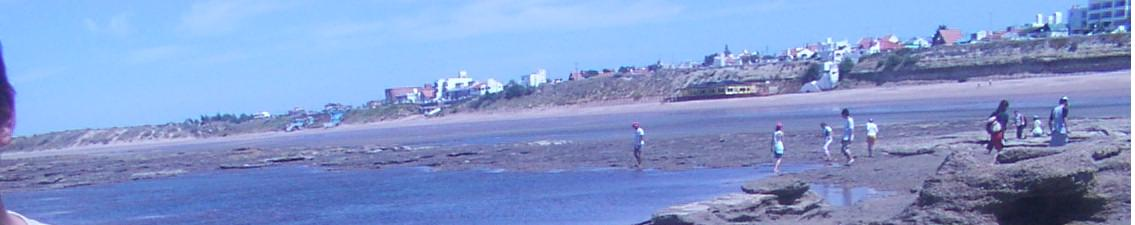
Vue générale d'une plage de Las Grutas, parsemée de récifs rocheux comme dans toute la région environnante.

- Balneario El Cóndor
- La Lobería
- Las Grutas (es)
- Playas Doradas (es)

### Le plateau de Patagonie

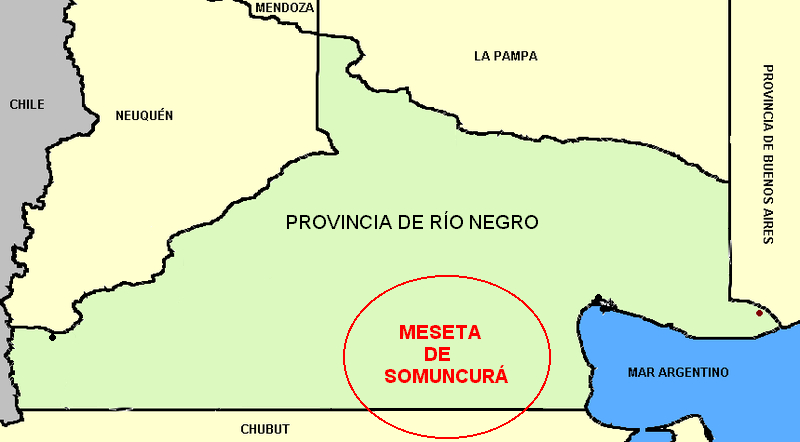
Situation de la Meseta de Somuncurá au centre-sud de la province.

- Le lac Pellegrini, peu connu, situé à l'extrémité nord de la province, joue le rôle de tampon en cas de montée brusque de débit du río Neuquén. Le lac est utilisé en outre pour la pêche, les baignades et la navigation de plaisance. Proche de l'importante agglomération de Neuquén, il constitue un atout de taille pour le tourisme régional.
- Près de la ville d'Ingeniero Jacobacci, dans le département de Veinticinco de Mayo, se trouve la Lagune Carri Laufquen, située à 15 km de la localité par la route provinciale RP 6. On peut y pratiquer des pêches fructueuses de truites et de pejerreys ainsi que les sports nautiques, des promenades à cheval ou randonnées intéressantes. Il y existe un chalet et des refuges municipaux afin de satisfaire le logement des touristes. Il existe aussi dans cette zone des peintures millénaires de grande valeur historique. On peut admirer ces œuvres rupestres dans les estancias Huanuluan et Calcatreo.
- Dans ce même département, à 5 km d'Ingeniero Jacobacci, se trouve un des endroits où vécurent les derniers dinosaures avant leur extinction. On dénomme l'endroit Tumba de los últimos dinosaurios (cimetière des derniers dinosaures) ; on y trouve quantité de squelettes d'exemplaires juvéniles, ainsi que des œufs à double coquille, tout cela exprimant la fin d'une ère, ceci au Museo Antropológico e Histórico Jorge H. Gerhold. Non loin de là, dans le secteur de Chacras on peut observer les cavernes de diatomées et des montagnes de pierre basaltique. Toute la zone est propice pour la réalisation de chevauchées et la pratique du vélo tout terrain.
- La Meseta de Somuncurá : vaste région protégée de quelque 15 000 km2 située au centre-sud de la province de Río Negro et au nord de celle du Chubut. C'est un haut plateau basaltique, avec des cônes d'anciens volcans et des montagnes pouvant aller jusqu'à 1 900 mètres d'altitude, comme le Cerro Corona. Entre ces sommets on trouve des lagunes temporaires. Toute cette zone présente un grand intérêt géologique, climatique, biologique et écologique. On y trouve des espèces végétales et animales endémiques, comme la mojarra desnuda (ou Gymnoscharacinus bergi, un petit poisson characin), le petit lézard des rochers, la grenouille de Somuncurá, et un habitant des rochers : le pilquín ou chinchillón.